# Человек-муравей (саундтрек)
«Челове́к-мураве́й» (оригинальный саундтрек) —  музыка к фильму «Человек-муравей» (2015) от студии Marvel Studios, основанному на одноимённом персонаже компании Marvel Comics. Музыку была написана канадским композитором Кристофом Беком. Альбом саундтреков был выпущен компанией Hollywood Records в цифровом формате 17 июля 2015 года и в физическом формате 7 августа 2015 года.
Трек «Plainsong» группы The Cure присутствует в фильме, однако он не вошёл в альбом саундтреков. Персональный помощник «Сири» включает данную песню, когда Жёлтый шершень и Человек-муравей сражаются внутри портфеля ближе к концу фильма.

## Разработка
В феврале 2014 года режиссер Эдгар Райт написал в Твиттере, что Стивен Прайс напишет музыку к фильму. Однако Прайс ушел вскоре после ухода Райта из проекта в мае 2014. В январе 2015 года вместо Прайса был нанят Кристоф Бек, который работал с Пейтоном Ридом, заменившим Райта, над фильмом «Добейся успеха» (2000). Описывая музыку к фильму, Бек сказал: «Для „Человека-муравья“ я хотел написать музыку в великих симфонических традициях моих любимых фильмов о супергероях, с широким размахом и большой, запоминающейся главной темой. Что выделяет этот саундтрек среди других фильмов Marvel, так это скрытое чувство юмора, поскольку это, в конце концов, не только фильм о супергероях, но и комедия». Саундтрек был выпущен в цифровом виде 17 июля 2015 года и на физических носителях 7 августа того же года.

## Трек-лист
Вся музыка написана Кристофом Беком.
| №                   | Название | Музыка              | Длительность |
| ------------------- | --- | ------------------- | ------------ |
| 1.                  | «Theme from Ant-Man» |                     | 2:46         |
| 2.                  | «Honey, I Shrunk Myself» |                     | 2:29         |
| 3.                  | «Escape from Jail» |                     | 1:51         |
| 4.                  | «Ant 247» |                     | 1:13         |
| 5.                  | «Paraponera Clavata» |                     | 1:24         |
| 6.                  | «San Francisco, 1987» |                     | 2:37         |
| 7.                  | «I'll Call Him Antony» |                     | 2:50         |
| 8.                  | «Tiny Telepathy» |                     | 2:02         |
| 9.                  | «First Mission» (данный трек включает в себя мелодию из фильма «Мстители» (2012) от Алана Сильвестри и мелодию Сокола из фильма «Первый мститель: Другая война» (2014) от Генри Джекмана) |                     | 3:23         |
| 10.                 | «Signal Decoy» |                     | 0:51         |
| 11.                 | «Old Man Have Safe» |                     | 2:25         |
| 12.                 | «Pym's Lab» |                     | 1:26         |
| 13.                 | «Antfiltration» |                     | 1:20         |
| 14.                 | «Your Mom Died a Hero» |                     | 2:03         |
| 15.                 | «Scott Surfs on Ants» |                     | 1:11         |
| 16.                 | «The Water Main» |                     | 1:14         |
| 17.                 | «CrossTech Break-In» |                     | 1:47         |
| 18.                 | «Into the Hornet's Nest» |                     | 3:00         |
| 19.                 | «Become the Hero» |                     | 1:52         |
| 20.                 | «Insecticide» |                     | 2:51         |
| 21.                 | «A Center for Ants!» |                     | 1:15         |
| 22.                 | «Cross Gets Cross» |                     | 1:52         |
| 23.                 | «Fight of the Bumblebee» |                     | 1:44         |
| 24.                 | «Ants on a Train» |                     | 1:43         |
| 25.                 | «Small Sacrifice» |                     | 3:36         |
| 26.                 | «About Damn Time» |                     | 0:39         |
| 27.                 | «Tales to Astonish!» |                     | 1:47         |
| 28.                 | «Borombon» (Album only) | Camilo Azuquita     | 2:49         |
| 29.                 | «Escape» (Album only) | Roy Ayers           | 2:14         |
| 30.                 | «I'm Ready» (Album only) | Commodores          | 3:20         |
| 31.                 | «Pink Gorilla» (Album only) | HLM                 | 3:46         |
| Общая длительность: | Общая длительность: | Общая длительность: | 1:05:20      |